# Paolo Nutini
Paolo Giovanni Nutini (Paisley, 9 januari 1987) is een Schots singer-songwriter. Zijn muziek bevat invloeden van onder andere David Bowie, Rod Stewart, Damien Rice, Oasis, The Beatles, U2, Pink Floyd en Fleetwood Mac.

## Biografie
Zijn vader is van Italiaanse afkomst, uit Barga (Toscane), en zijn moeder komt uit Glasgow. Nutini dacht zijn vader op te volgen in de "fish and chips"-business. Hij werd als eerste aangemoedigd om te gaan zingen door zijn muziek-liefhebbende grootvader en een leraar die talent in hem zag. Hij ging van school om als roadie te gaan werken en T-shirts te gaan verkopen voor de band Speedway. Hij heeft drie jaar lang de muziek-business leren kennen door middel van live-optredens, alleen en met een band, en heeft gewerkt in Glasgows Park Lane Studio.
Nutini werd ontdekt toen hij begin 2003 aanwezig was bij een concert van David Sneddon in zijn geboorteplaats Paisley. Sneddon was vertraagd, en als winnaar van een popquiz werd Nutini de kans gegeven om wat liedjes te spelen op het podium terwijl er werd gewacht op Sneddon. De zeer positieve reactie op het optreden van Nutini maakte indruk op iemand uit het publiek en die vroeg aan Nutini of hij zijn manager mocht worden.
Een journalist van Daily Record, John Dingwall, zag het optreden van Nutini op het Queen Margaret Union en vroeg hem om live op te treden op Radio Scotland. Hoewel hij pas 17 was, vertrok Nutini naar Londen, om daar op te treden in de Bedford pub in Balham, terwijl hij zelf nog niet eens legaal alcohol mocht drinken. Meerdere radio- en live-optredens volgden, waaronder twee akoestische liveoptredens en optredens in het voorprogramma van Amy Winehouse en KT Tunstall. In 2006 trad hij onder meer op in het voorprogramma van The Rolling Stones in Wenen.
Nutini's debuutalbum, These streets, verscheen in de zomer van 2006 en werd een internationaal succes. Van dit album werden onder meer Last Request, Jenny Don't Be Hasty en New Shoes op single uitgebracht. Zijn tweede album, Sunny Side Up kwam uit in 2009 en bereikte de nummer 1-positie in de Britse en Ierse albumlijsten.
In 2014 bracht Nutini zijn derde en meest succesvolle album tot nu toe uit: Caustic love. Naast een nummer 1-notering in het Verenigd Koninkrijk, Ierland en Zwitserland stond het album 89 weken in de Nederlandse Album Top 100 en 103 weken in de Vlaamse Ultratop 200 genoteerd. De single Iron Sky werd een bescheiden hit.

## Discografie

### Albums
| Album met eventuele hitnotering(en) in de Nederlandse Album Top 100 | Datum van verschijnen | Datum van binnenkomst | Hoogste positie | Aantal weken | Opmerkingen |
| ------------------------------------------------------------------- | --------------------- | --------------------- | --------------- | ------------ | ----------- |
| These Streets                                                       | 17-07-2006            | 26-08-2006            | 17              | 38           |             |
| Sunny Side Up                                                       | 01-06-2009            | 06-06-2009            | 18              | 18           |             |
| Caustic Love                                                        | 14-04-2014            | 19-04-2014            | 3               | 89           |             |
| Last Night In The Bittersweet                                       | 2022                  | 09-07-2022            | 1               | 3*           |             |

| Album met hitnotering(en) in de Vlaamse Ultratop 200 albums | Datum van verschijnen | Datum van binnenkomst | Hoogste positie | Aantal weken | Opmerkingen |
| ----------------------------------------------------------- | --------------------- | --------------------- | --------------- | ------------ | ----------- |
| Sunny Side Up                                               | 2009                  | 13-06-2009            | 15              | 27           |             |
| Caustic Love                                                | 2014                  | 19-04-2014            | 9               | 103          |             |
| Last Night In The Bittersweet                               | 2022                  | 09-07-2022            | 5               | 3*           |             |

### Singles
| Single met eventuele hitnotering(en) in de Nederlandse Top 40 | Datum van verschijnen | Datum van binnenkomst | Hoogste positie | Aantal weken | Opmerkingen                 |
| ------------------------------------------------------------- | --------------------- | --------------------- | --------------- | ------------ | --------------------------- |
| Jenny Don't Be Hasty                                          | 2007                  | -                     |                 |              | Nr. 69 in de Single Top 100 |
| New Shoes                                                     | 2007                  | -                     |                 |              | Nr. 42 in de Single Top 100 |
| Scream (Funk My Life Up)                                      | 2014                  | -                     |                 |              | Nr. 90 in de Single Top 100 |
| Iron Sky                                                      | 2014                  | 24-01-2015            | 30              | 3            | Nr. 24 in de Single Top 100 |

| Single met hitnotering(en) in de Vlaamse Ultratop 50 | Datum van verschijnen | Datum van binnenkomst | Hoogste positie | Aantal weken | Opmerkingen |
| ---------------------------------------------------- | --------------------- | --------------------- | --------------- | ------------ | ----------- |
| Candy                                                | 13-04-2009            | 06-06-2009            | tip18           | -            |             |
| Coming Up Easy                                       | 06-07-2009            | 29-08-2009            | tip9            | -            |             |
| Scream (Funk My Life Up)                             | 27-01-2014            | 08-02-2014            | tip19           | -            |             |
| Let Me Down Easy                                     | 19-05-2014            | 07-06-2014            | tip2            | -            |             |
| Iron Sky                                             | 18-08-2014            | 30-08-2014            | tip7            | -            |             |
| One Day                                              | 10-11-2014            | 06-12-2014            | tip12           | -            |             |

### NPO Radio 2 Top 2000
| Nummers met noteringen in de NPO Radio 2 Top 2000 | '15  | '16  | '17  | '18 | '19 | '20 | '21 | '22 | '23 | '24  |
| ------------------------------------------------- | ---- | ---- | ---- | --- | --- | --- | --- | --- | --- | ---- |
| Candy                                             | -    | -    | -    | -   | -   | -   | -   | -   | -   | 1510 |
| Iron Sky                                          | 47   | 57   | 52   | 77  | 86  | 86  | 70  | 59  | 64  | 69   |
| New Shoes                                         | 1512 | 1526 | 1565 | -   | -   | -   | -   | -   | -   | -    |
| Through the Echoes                                | ×    | ×    | ×    | ×   | ×   | ×   | ×   | -   | 868 | 1026 |

1. ↑  Een '-' betekent dat het nummer niet was genoteerd, een '×' betekent dat het nummer nog niet was uitgebracht en een vetgedrukt getal geeft de hoogste notering van een nummer aan.
2. ↑  2015 was het eerste jaar met een notering voor Paolo Nutini.